# Copa italiana de waterpolo masculí
La Copa italiana de waterpolo masculí, anomenada Coppa Italia, és la competició de copa de waterpolo que es disputa a Itàlia en categoria masculina.
La primera edició del trofeu es va celebrar la temporada 1969-1970 i va ser guanyada per Canottieri Napoli. El club amb més èxit és Pro Recco, guanyador de la competició 14 vegades.

## Historial
| - 1970: Canottieri Napoli - 1971–73: No disputada - 1974: Pro Recco - 1975: No disputada - 1976: RN Florentia - 1977–83: No disputada - 1984–85: Pescara - 1985–86: Pescara - 1986–87: CN Posillipo - 1987–88: RN Arenzano - 1988–89: Pescara - 1989–90: RN Savona | - 1990–91: RN Savona - 1991–92: Pescara - 1992–93: RN Savona - 1994–97: No disputada - 1997–98: Pescara - 1999–2004: No disputada - 2004–05: Canottieri Bissolati - 2005–06: Pro Recco - 2006–07: Pro Recco - 2007–08: Pro Recco - 2008–09: Pro Recco - 2009–10: Pro Recco | - 2010–11: Pro Recco - 2011–12: AN Brescia - 2012–13: Pro Recco - 2013–14: Pro Recco - 2014–15: Pro Recco - 2015–16: Pro Recco - 2016–17: Pro Recco - 2017–18: Pro Recco - 2018–19: Pro Recco - 2019–20: No disputada |

## Palmarès
| Equip                | Títols |
| -------------------- | ------ |
| Pro Recco            | 14     |
| Pescara              | 5      |
| RN Savona            | 3      |
| Canottieri Napoli    | 1      |
| RN Florentia         | 1      |
| CN Posillipo         | 1      |
| RN Arenzano          | 1      |
| Canottieri Bissolati | 1      |
| AN Brescia           | 1      |